# Іванко Віталій Миколайович
Віталій Миколайович Іванко (нар. 9 квітня 1992, Харків) — український футболіст, нападник, колишній гравець молодіжної збірної України.

## Клубна кар'єра
Вихованець харківського училища фізичної культури, у команді якого брав участь у турнірах ДЮФЛ України протягом 2005—2007 років. На початку 2008 року переїхав до Донецька, де продовжив кар'єру у клубній структурі місцевого «Металурга». Виступав у юнацькій команді клубу паралельно з іграми у складі команди дублерів.
18 травня 2008 року дебютував в іграх Прем'єр-ліги чемпіонату України, вийшовши на заміну у грі проти донецького «Шахтаря» (поразка 1:4). Іванко вийшов на 81 хвилині замість Олександра Косиріна. Його дебют відбувся в 16 років і він став одним із наймолодших дебютантів елітного дивізіону України.
За 5 років, проведених у «Металурзі», нападник не зумів закріпитися у стартовому складі першої команди, переважно виходячи на заміни. Тому й така низька результативність — лише 3 голи в 57 офіційних матчах.
У січні 2013 року перебував на навчально-тренувальному зборі у складі київського «Арсенала», проте до підписання контракту тоді справа так і не дійшла.
Наприкінці березня 2013 року залишив розташування «Металурга», розірвавши контракт.
У липні 2013 року уклав контракт з кіпрським клубом АЕК (Ларнака).
У січні 2015 року підписав контракт із «Говерлою» (Ужгород).
У червні 2016 року став гравцем грузинського клубу «Колхеті-1913», але вже взимку 2016/17 залишив команду і приєднався до лав грецького клубу «Нікі» (Волос), але зрештою опинився у складі команди «Панегіаліос».
У вересні 2018 року став гравцем сімферопольської «Таврії». Іванко зіграв за «Таврію» один матч та покинув склад команди.

## Виступи у збірних
Із 2007 року викликався до збірних команд України різних вікових категорій. Дебютував у формі збірної 6 жовтня 2007 року у грі збірної Україна (U-16) проти молдовських однолітків, у якій забив два з трьох голів української команди (фінальний рахунок 3:0).
Із серпня 2008 року став захищати кольори збірної юнаків віком до 17 років, за яку протягом двох років провів 12 матчів і забив один гол у ворота бельгійських однолітків, після чого став виступати за збірну до 18 років.
11 серпня 2010 року дебютував у складі юнацької збірної України U19 у виїзному матчі проти Ірландії, провівши на полі 79 хвилин.
Із серпня 2011 року став виступати за молодіжну збірну. 2013 року в її складі завоював срібні медалі на Кубку Співдружності, де українці дійшли до фіналу, а Іванко зі своїм партнером по команді Юрієм Яковенко та білорусом Артемом Биковим став другим бомбардиром на Кубку Співдружності (у всіх по 4 забитих м'ячі).